# Diachlorus
Diachlorus är ett släkte av tvåvingar. Diachlorus ingår i familjen bromsar.

## Dottertaxa tillDiachlorus, i alfabetisk ordning[1]
- Diachlorus afflictus
- Diachlorus aitkeni
- Diachlorus altivagus
- Diachlorus anduzei
- Diachlorus bicinctus
- Diachlorus bimaculatus
- Diachlorus bivittatus
- Diachlorus curvipes
- Diachlorus distinctus
- Diachlorus fairchildi
- Diachlorus falsifuscistigma
- Diachlorus fascipennis
- Diachlorus ferrugatus
- Diachlorus flavipennis
- Diachlorus flavitaenia
- Diachlorus fulvescens
- Diachlorus fuscistigma
- Diachlorus glaber
- Diachlorus habecki
- Diachlorus heppneri
- Diachlorus immaculatus
- Diachlorus jobbinsi
- Diachlorus leticia
- Diachlorus leucotibialis
- Diachlorus neivai
- Diachlorus nuneztovari
- Diachlorus pechumani
- Diachlorus podagricus
- Diachlorus scutellatus
- Diachlorus trevori
- Diachlorus varipes
- Diachlorus xynus